# Reise, Reise Tour
Tournées par Rammstein
Mutter Tour
(2001-2002) LIFAD Tour
(2009-2011)
Le Reise, Reise Tour, appelé également Ahoi Tour, est la tournée de promotion de l'album Reise, Reise du groupe de metal industriel allemand Rammstein. Elle débute le 11 octobre 2004 à Berlin en Allemagne par plusieurs concerts réservés aux fans, et se termine prématurément le 30 juillet 2005 à Göteborg en Suède.

## Déroulement
La tournée débute par 4 quatre concerts à Berlin réservés aux fan-clubs. Vient ensuite une première série de 27 concerts joués en novembre et décembre 2004, puis une seconde de 21 dates en février 2005, toutes en Europe.
En mai et juin, Rammstein donne un autre concert pour les fans, va faire un concert de promotion au Japon puis entame la saison des festivals.
Le 30 juillet 2005, lors du concert de Göteborg, le chanteur Till Lindemann est accidentellement blessé au genou par le claviériste Christian « Flake » Lorenz. À la suite de cela, la tournée est écourtée et les onze dernières dates, celles programmées en Asie et en Amérique du Sud, sont annulées.

## Première parties
Les premières parties furent assurées par Exilia lors des concerts de 2004, et par Apocalyptica lors de la majorité de ceux de 2005 à l'exception d'Amnéville et de Nîmes où ce fut respectivement AqME et DJ Thorgull qui firent les premières parties.

## Setlist
Le setlist suivant a été joué lors de la plupart de représentations de la tournée. Il y eut, comme souvent, des aménagements.
1. Reise, Reise
2. Links 2 3 4
3. Keine Lust
4. Feuer frei!
5. Rein raus/Asche zu Asche
6. Morgenstern
7. Mein Teil
8. Stein um Stein
9. Los
10. Moskau/Benzin
11. Du riechst so gut
12. Du hast
13. Sehnsucht
14. Amerika

Encore 1
1. Rammstein
2. Sonne
3. Ich will

Encore 2
1. Ohne dich
2. Stripped

## Dates
| Date                           | Ville                 | Pays         | Lieu                                  |
| ------------------------------ | --------------------- | ------------ | ------------------------------------- |
| Concerts pour les fan-clubs    |                       |              |                                       |
| 30 septembre                   | Berlin                | Allemagne    | Palais de la République               |
| 11 octobre                     | Berlin                | Allemagne    | Knaack club (en)                      |
| 12 octobre                     | Berlin                | Allemagne    | Knaack club (en)                      |
| 13 octobre                     | Berlin                | Allemagne    | Knaack club (en)                      |
| Europe, première partie (2004) |                       |              |                                       |
| 1er novembre                   | Mannheim              | Allemagne    | Maimarkthalle                         |
| 2 novembre                     | Anvers                | Belgique     | Palais des sports                     |
| 4 novembre                     | Rotterdam             | Pays-Bas     | Ahoy                                  |
| 5 novembre                     | Rotterdam             | Pays-Bas     | Ahoy                                  |
| 9 novembre                     | Lisbonne              | Portugal     | Pavilhão Atlântico                    |
| 10 novembre                    | Madrid                | Espagne      | La Cubierta                           |
| 11 novembre                    | Barcelone             | Espagne      | Palau Municipal d'Esports de Badalona |
| 12 novembre                    | Saint-Sébastien       | Espagne      | Vélodrome d'Anoeta                    |
| 16 novembre                    | Oslo                  | Norvège      | Spektrum                              |
| 18 novembre                    | Stockholm             | Suède        | Globe Arena                           |
| 20 novembre                    | Copenhague            | Danemark     | Forum                                 |
| 22 novembre                    | Tallinn               | Estonie      | Saku Suurhall                         |
| 24 novembre                    | Helsinki              | Finlande     | Hartwall Arena                        |
| 26 novembre                    | Saint-Pétersbourg     | Russie       | SKK                                   |
| 28 novembre                    | Moscou                | Russie       | Stade Loujniki                        |
| 3 décembre                     | Prague                | Tchéquie     | T-Mobile Arena                        |
| 5 décembre                     | Bâle                  | Suisse       | Halle Saint-Jacques                   |
| 6 décembre                     | Nuremberg             | Allemagne    | Arena Nürnberger Versicherung         |
| 8 décembre                     | Rostock               | Allemagne    | Hansemesse                            |
| 10 décembre                    | Francfort-sur-le-Main | Allemagne    | Festhalle                             |
| 11 décembre                    | Dortmund              | Allemagne    | Westfalenhalle                        |
| 12 décembre                    | Dortmund              | Allemagne    | Westfalenhalle                        |
| 13 décembre                    | Hambourg              | Allemagne    | Color-Line Arena                      |
| 15 décembre                    | Dresde                | Allemagne    | Messehalle                            |
| 16 décembre                    | Berlin                | Allemagne    | Velodrom                              |
| 17 décembre                    | Berlin                | Allemagne    | Velodrom                              |
| 18 décembre                    | Berlin                | Allemagne    | Velodrom                              |
| Europe, deuxième partie (2005) |                       |              |                                       |
| 1er février                    | Erfurt                | Allemagne    | Messehalle                            |
| 3 février                      | Londres               | Royaume-Uni  | Brixton Academy                       |
| 4 février                      | Londres               | Royaume-Uni  | Brixton Academy                       |
| 5 février                      | Londres               | Royaume-Uni  | Brixton Academy                       |
| 6 février                      | Manchester            | Royaume-Uni  | Evening News Arena                    |
| 7 février                      | Nottingham            | Royaume-Uni  | Arena (en)                            |
| 9 février                      | Lille                 | France       | Zénith de Lille                       |
| 10 février                     | Lille                 | France       |                                       |
| 11 février                     | Paris                 | France       | Palais omnisports de Paris-Bercy      |
| 12 février                     | Amnéville             | France       | Galaxie                               |
| 13 février                     | Fribourg-en-Brisgau   | Allemagne    | Messehalle                            |
| 15 février                     | Augsbourg             | Allemagne    | Schwabenhalle                         |
| 16 février                     | Vienne                | Autriche     | Wiener Stadthalle                     |
| 18 février                     | Leipzig               | Allemagne    | Arena Leipzig                         |
| 19 février                     | Riesa                 | Allemagne    | Erdgas-Arena (en)                     |
| 21 février                     | Katowice              | Pologne      | Spodek                                |
| 22 février                     | Ostrava               | Tchéquie     | ČEZ Aréna                             |
| 24 février                     | Milan                 | Italie       | Fila Forum                            |
| 25 février                     | Ljubljana             | Slovénie     | Hala Tivoli                           |
| 27 février                     | Budapest              | Hongrie      | Papp László Budapest Sportaréna       |
| 28 février                     | Bratislava            | Slovaquie    | Incheba (en)                          |
| Concert pour les fan-clubs     |                       |              |                                       |
| 26 mai                         | Vienne                | Autriche     | Planet Music                          |
| Festivals, première partie     |                       |              |                                       |
| 27 mai                         | Vienne                | Autriche     | Aerodrome Festival                    |
| Promotion en Asie              |                       |              |                                       |
| 3 juin                         | Kawasaki              | Japon        | Club Citta (en)                       |
| Festivals, deuxième partie     |                       |              |                                       |
| 10 juin                        | Scheeßel              | Allemagne    | Hurricane Festival                    |
| 12 juin                        | Neuhausen ob Eck      | Allemagne    | Southside Festival                    |
| 18 juin                        | Nimègue               | Pays-Bas     | Fields of Rock                        |
| Shows spéciaux                 |                       |              |                                       |
| 23 juin                        | Berlin                | Allemagne    | Kindl-Bühne Wuhlheide (en)            |
| 24 juin                        | Berlin                | Allemagne    | Kindl-Bühne Wuhlheide (en)            |
| 25 juin                        | Berlin                | Allemagne    | Kindl-Bühne Wuhlheide (en)            |
| 26 juin                        | Berlin                | Allemagne    | Kindl-Bühne Wuhlheide (en)            |
| Festivals, troisième partie    |                       |              |                                       |
| 2 juillet                      | Werchter              | Belgique     | Rock Werchter                         |
| 8 juillet                      | Turku                 | Finlande     | Ruisrock                              |
| 10 juillet                     | Copenhague            | Danemark     | Giants of Rock Festival               |
| 14 juillet                     | Newcastle upon Tyne   | Royaume-Uni  | Metro Radio Arena (en)                |
| 15 juillet                     | Birmingham            | Royaume-Uni  | NEC Arena                             |
| 16 juillet                     | Glasgow               | Royaume-Uni  | SECC                                  |
| 18 juillet                     | Cardiff               | Royaume-Uni  | International Arena (en)              |
| 22 juillet                     | Nyon                  | Suisse       | Paléo Festival                        |
| 23 juillet                     | Nîmes                 | France       | Arènes de Nîmes                       |
| 30 juillet                     | Göteborg              | Suède        | Metaltown Festival                    |
| Concerts annulés               |                       |              |                                       |
| 10 août                        | Séoul                 | Corée du Sud | Olympic Hall (en)                     |
| 13 août                        | Osaka                 | Japon        | Summer Sonic Festival                 |
| 14 août                        | Tokyo                 | Japon        | Summer Sonic Festival                 |
| 6 octobre                      | Mexico                | Mexique      | Palais des sports                     |
| 7 octobre                      | Guadalajara           | Mexique      | La Concha Acustica                    |
| 9 octobre                      | Monterrey             | Mexique      | Auditorio Coca-Cola (en)              |
| 13 octobre                     | Santiago              | Chili        | Velodromo                             |
| 15 octobre                     | São Paulo             | Brésil       | Credicard Hall                        |
| 17 octobre                     | Buenos Aires          | Argentine    | Estadio Obras Sanitarias              |
| 20 octobre                     | Caracas               | Venezuela    | Poliedro de Caracas (en)              |
| 2 octobre                      | Bogota                | Colombie     | Stade Nemesio Camacho El Campín       |